# Уолтерс, Чарльз
Чарльз Пауэлл Уолтерс (англ. Charles Walters; 17 ноября 1911, Пасадина, Калифорния — 13 августа 1982, Малибу) — американский кинорежиссёр
, актёр и хореограф

## Биография
Окончил Университет Южной Калифорнии в Лос-Анджелесе .
В 1931 году присоединился к гастролирующему ревю Fanchon & Marco в качестве хориста и танцора. Танцевал на Бродвее. Поставил хореографию нескольких популярных бродвейских пьес и фильмов.
Наиболее известен своими работами в мюзиклах и комедиях MGM в 1940-х — 1960-х годах.
В 1953 году номинировался на премию «Оскар» за режиссуру фильма «Лили» (1953), в 1954 году — на премию BAFTA.
Как актёр снялся в 7 фильмах, поставил как сценарист − 2 и как режиссёр около 30 кинолент.
Умер от рака лёгких 13 августа 1982 года в своем доме в Малибу, Калифорния.

## Память
- В его честь установлена звезда на Аллее славы в Голливуде.

## Избранная фильмография
- 1948 — Пасхальный парад
- 1953 — Летние гастроли
- 1953 — Грустная песня
- 1953 — Лили
- 1955 — Хрустальный башмачок
- 1956 — Высшее общество
- 1957 — Не подходи к воде
- 1958 — Жижи